# Buthus amri
Pour les articles homonymes, voir Amri.
Espèce
Buthus amri est une espèce de scorpions de la famille des Buthidae.

## Distribution
Cette espèce est endémique de Jordanie. Elle se rencontre dans le gouvernorat d'Aqaba dans le désert de Wadi Rum.

## Étymologie
Cette espèce est nommée en l'honneur de Zuhair S. Amr.

## Publication originale
- Lourenço, Yağmur & Duhem, 2010 : « A new species of Buthus Leach, 1815 from Jordan. » Zoology in the Middle East, vol. 49, no 1, p. 95-99.